# 2947 Kippenhahn
2947 Kippenhahn este un asteroid din centura principală,de asteroizi cu o magnitudine absolută (așa cum este definită pentru Sistemul Solar) de 13,0. A fost descoperit în 1955 de astronomul olandez Ingrid van Houten-Groeneveld, care observa din Heidelberg, și a fost numit în onoarea astrofizicianului german Rudolf Kippenhahn.
Acest asteroid nu este considerat un Obiect Apropiat de Pământ (NEO) și nu reprezintă un pericol potențial pentru Pământ datorită orbitei sale stabile în cadrul centurii principale. A fost observat extensiv, cu înregistrări care datează din 1943, și până în 2023, peste 3.800 de observații au fost utilizate pentru a determina orbita sa.